# Prvi lateranski koncil
Prvi lateranski koncil je vesoljni cerkveni zbor, ki je potekal v Rimu, glavnem mestu Papeške države v Lateranu, od 18. marca 1123 do 6. aprila 1123. Sklical ga je in mu osebno predsedoval Kalist II.. katoliška Cerkev ga šteje za deveti ekumenski koncil. Na njem je sodelovalo okrog tisoč koncilskih očetov. Sprejeli pa so 22 kánonov.

## Zgodovina
Cezaropapizem je pomenil vmešavanje državnih oblasti v cerkvene zadeve, zlasti v volitve in umeščanje papežev, škofov in drugih cerkvenih dostojanstvenikov. To se je skozi zgodovino dogajalo ne le v Bizantinskem cesarstvu, ampak tudi v zahodnem krščanstvu. Koncil je hotel to vmešavanje omejiti in odpraviti. Cerkvene službe škofom lahko podeljuje le papež v smislu svoje petrinske službe, drugim cerkvenim dostojanstvenikom pa drugi cerkveni predstojniki.

## Vsebina
Osrednja tema koncila je bila investitura oziroma umeščanje škofov, kakor tudi drugih cerkvenih dostojanstvenikov. Koncil je uvajanje škofov v njihovo službo pridržal papežu in izvzel iz oblasti zemeljskih vladarjev.

### Potek vesoljnega cerkvenega zbora
Prvi lateranski koncil se je začel 18. marca in se je končal 27. marca 1123 pod predsedstvom papeža Kalista II. v Lateranu v Rimu. Navzočih je bilo 300 škofov in 600 opatov. Sklepna seja je bila 6. aprila 1123.

Sam papež je označil koncil kot »concilium generale« in ga katoliška Cerkev šteje za deveti ekumenski koncil.
 
Kalist je napovedal koncil 25. junija 1122 zaradi različnih pomembnih cerkvenih vprašanj. Koncil je obravnaval nedavno sklenjeni Wormski konkordat med papežem Kalistom II. in cesarjem Henrikm V. in potrdil pravico Cerkve do samostojnosti v svojih notranjih zadevah. Koncil je obsodil simonijo  in poboljšal nravno življenje klerikov.
 
Koncil je razglasil 22. kanonov.

## Določbe – kanoni
- 1. kanon

Kdor bi bil posvečen ali umeščen za denar, bo izgubil vsako cerkveno službo in posvečenje.
- 2. kanon

Le duhovnik  lahko postane prošt, nadprošt ali dekan; le diakon lahko postane naddiakon.
- 3. kanon

Duhovniki, diakoni in subdiakoni ne smejo živeti v zakonski skupnosti z ženo; dovoljeno jim je imeti za gospodinjstvo mater, sestro, teto ali drugo neoporečno osebo, ki ne bi povzročala pohujšanja, v duhu 3. kanona prvega nicejskega koncila.
- 4. kanon

Laiki (=posvetne osebe) – kakorkoli so že pobožni, nimajo pravice upravljati, nadzirati ali razpolagati z ničimer, kar pripada Cerkvi. Ta oblast pripada samo škofu.
- 5. kanon

Prepovedana je poroka med bližnjimi krvnimi sorodniki, kakor tudi dedovanje.
- 6. kanon

Posvečenja, ki jih je opravil protipapež Gregor VIII. , so neveljavna. Prav tako so neveljavna posvečenja od njega posvečenih klerikov.
- 7. kanon

Samo škof lahko podeljuje poslanstvo za dušno pastirstvo (cura animarum) in samo on lahko podeljuje pripadajoče nadarbine (beneficium).
- 8. kanon

Vojakom je pod kaznijo izobčenja prepovedano oblegati ali vdirati v mesto sv. Petra, Benevendto. 
- 9. kanon

Tistega, ki ga je njegov lastni škof izobčil, nima pravice sprejeti nazaj drug škof, opat ali klerik. *6.kanon
- 10. kanon

Kdor ni bil kanonično izvoljen, ne more prejeti škofovskega posvečenja; če bi se pa to vseeno zgodilo, bosta razrešena škofovske službe tako posvečevalec in posvečeni.
- 11. kanon

Da bi lažje strli trinoštvo nevernikov, podeljujemo tistim, ki romajo v Jeruzalem in prisežejo, da bodo branili kristjane, odpuščenje njihovih grehov in damo pod zavetje sv. Petra in rimske Cerkve njihove domove, družine in vse premoženje, kakor je bil že določil Urban II.. Če bi kdo to vznemirjal ali si prisvajal za časa njihove odsotnosti, zapade izobčenju. Kdor pa gre v Jeruzalem ali Španijo proti Mavrom, mora oditi na pot do naslednje Velike noči; drugače  mu odrečemo vse zakramente, razen krsta otrok in poslednjega maziljenja. 
- 12. kanon

S premoženjem Rimljanov , ki umrjejo brez potomcev, je treba razpolagati v skladu z njihovo željo.
- 13. kanon

Kdor prekrši Božji mir  in se niti po tretjem opominu ne popravi, ga bo škof izobčil.
- 14. kanon

Laiki ne smejo pobirati darov, ki so namenjeni rimskim cerkvam. Cerkve ni mogoče uporabljati v posvetne namene.
- 15. kanon

Tako ponarejevalec kot porabnik ponarejenega denarja bosta izobčena; enako izkoriščevalec revežev kot motile mestnega miru. 
- 16. kanon

Roparji romarjev in trgovcev bodo izobčeni.
- 17. kanon

Prepovedujemo opatom in menihom, da bi obiskovali bolnike, delili poslednje maziljenje ali peli javne maše (cura animarum). Birmati, posvečevati olja, oltarje ali duhovnike sme samo krajevni škof in sicer le v svoji škofiji. 
- 18. kanon

Duhovnika sme umestiti za župnika le škof. Župnik ne sme prejeti cerkvene službe od laika brez škofovega dovoljenja; kdor ravna drugače, zapade cerkvenim kaznim. 
- 19. kanon

Plačevanje davka, ki ga dajejo menihi škofu od časa Gregorja VII., je treba nadaljevati. Menihi po tridesetih letih ne morejo postati lastniki cerkve ali trgovine. 
- 20. kanon

Cerkve in njihova posestva, kakor tudi cerkveno osebje in stvari, ki ga jih uporabljajo, je treba varovati. 
- 21. kanon

Kleriki z višjimi redovi (duhovniki, diakoni, subdiakoni in menihi) se ne smejo poročiti; že sklenjene poroke je treba razvezati. 
- 22. kanon

Obsojamo odvzetje cerkvenega premoženja – Patrimonium Sancti Petri; prepise, ki jih delajo vsiljivci, razglašamo za neveljavne. 

### Ocena
- Načelno je koncil odpravil laično investituro in s tem končal polstoletni investiturni boj – v praksi pa je sledila še dolga borba.
- Deveti ekumenski koncil – prvi, ki se je odvijal v Lateranu, je bil sklican zato, da bi utrdil mir med Cerkvijo in cesarstvom, in vrnil Svetemu sedežu tiste pravice, ki si jih je bogoskrunsko prisvojil neverni cesar Henrik. Obravnavali so poleg tega mnoge zadeve glede cerkvene discipline in koristnih običajev.[12][13]
- Lateranski koncil je bil neke nove vrste vesoljni zbor. Tukaj niso iskali zdravil, ampak so slavili ozdravljenje. Tukaj niso popravljali podrtega Božjega hrama, ampak so slovesno posvetili s krvjo napojene in trdno postavljene temelje. To je bil svečani pregled Božjih krdel po izbojevani svobodi.[14]